# Восток (автомагистрала)
Вижте пояснителната страница за други значения на Восток.
„Восток“ (на руски: Федеральная автомобильная дорога „Восток“) е от руските федерални магистрали.
Магистралата е с дължина 824 километра и все още се строи. Главните градове, през които минава автомагистралата, са Хабаровск и Находка.